# Værøy
Værøy ist eine Insel und Kommune im Fylke Nordland in Norwegen. Zur Kommune gehört auch die mitten im Moskenstraumen befindliche unbewohnte Insel Mosken.

## Lage und Daten

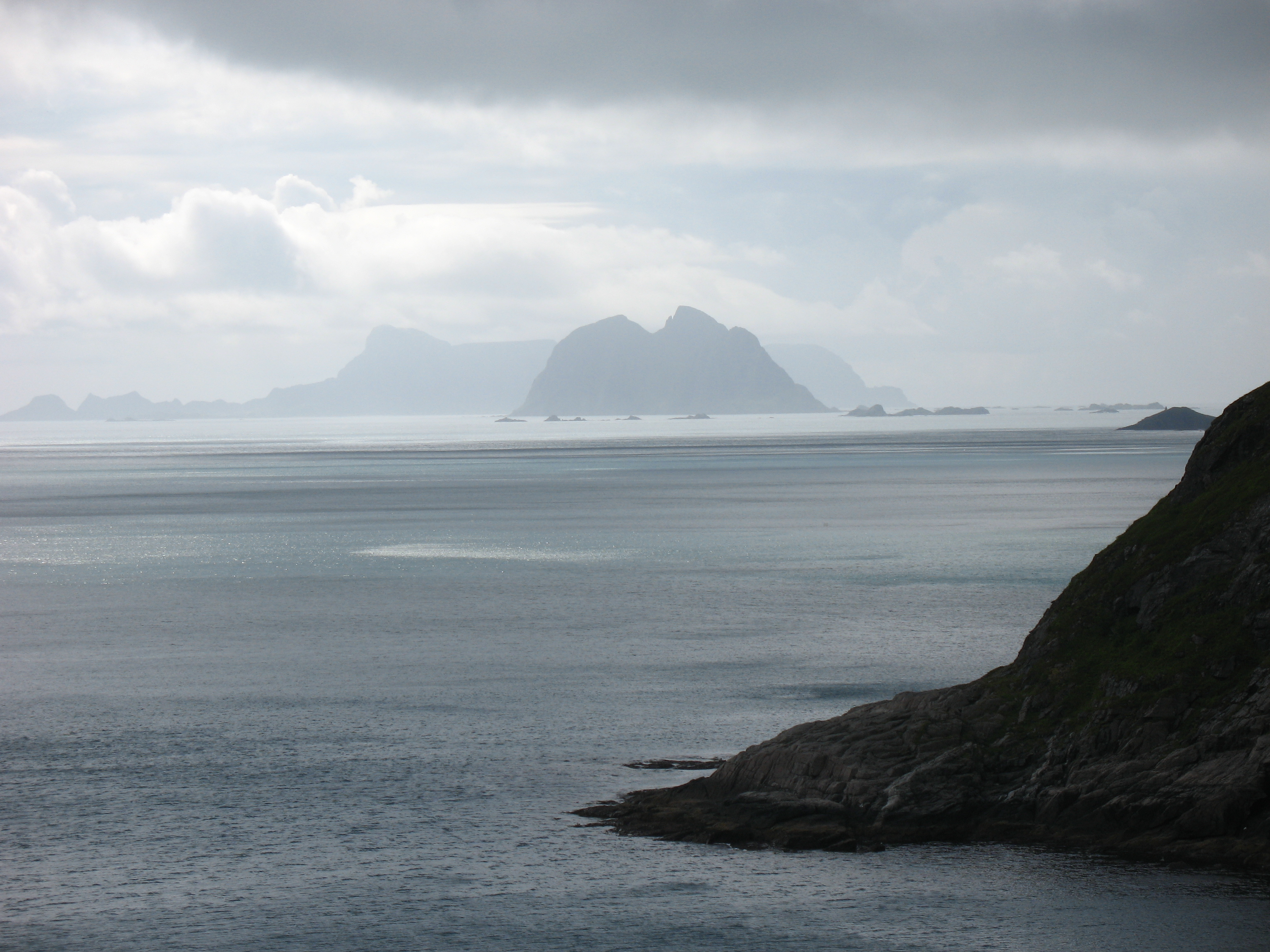
Blick von Å (auf Moskenesøy) zur Insel Værøy

In Værøy leben auf einer Fläche von 18,6 km² 677 Einwohner (Stand 1. Januar 2025).
Hauptort der Insel ist der Ort Sørland mit 622 Einwohnern.
Es gibt in Sørland eine Tankstelle, mehrere Läden, eine Werkstatt, eine Bank, eine Bibliothek und einen Arzt. Mehr als 60 % der Einwohner leben von der Fischerei, der Rest von Dienstleistung und Tourismus. Wie vielerorts in Lofoten und Vesterålen spielt die Produktion von Stockfisch auch auf Værøy eine wichtige Rolle, und etwa 60 % des in Norwegen produzierten Lutefisk stammt von hier.
Im Westen der Insel liegt Breivika, ein nur kleiner Weiler mit wenigen Häusern. Und im Norden der Insel befindet sich die Ortschaft Nordland. Hier liegt auch der Friedhof von Værøy sowie die Gammelkirken (deutsch „die alte Kirche“), das älteste noch stehende Kirchengebäude der Lofoten.
In einer Bucht auf einer Landzunge im Südwesten der Insel liegt das alte Fischerdorf Måstad. Bis in die 1950er Jahre lebten dort noch rund 150 Menschen. Da die Siedlung jedoch nicht per Straße erreichbar ist und auch über keinen für heutige Motorboote geeigneten Bootsanleger verfügt, ist sie heute verlassen, der letzte feste Einwohner verließ den Ort 1974. Måstad ist heute hauptsächlich Ziel von Wanderern und einige der Häuser werden von Nachfahren der ehemaligen Besitzer als Sommerhäuser genutzt, es hat jedoch niemand mehr seinen festen Wohnsitz hier. Der Norwegische Lundehund, auch bekannt als Papageitaucherhund, hat seinen Ursprung in Måstad.
Im Norden der Bucht Måstadvika befindet sich am Strand Puinn Sanden, der nur per Boot erreicht werden kann, eine Höhle mit über 3000 Jahre alten Höhlenmalereien.

## Die alte Kirche von Værøy

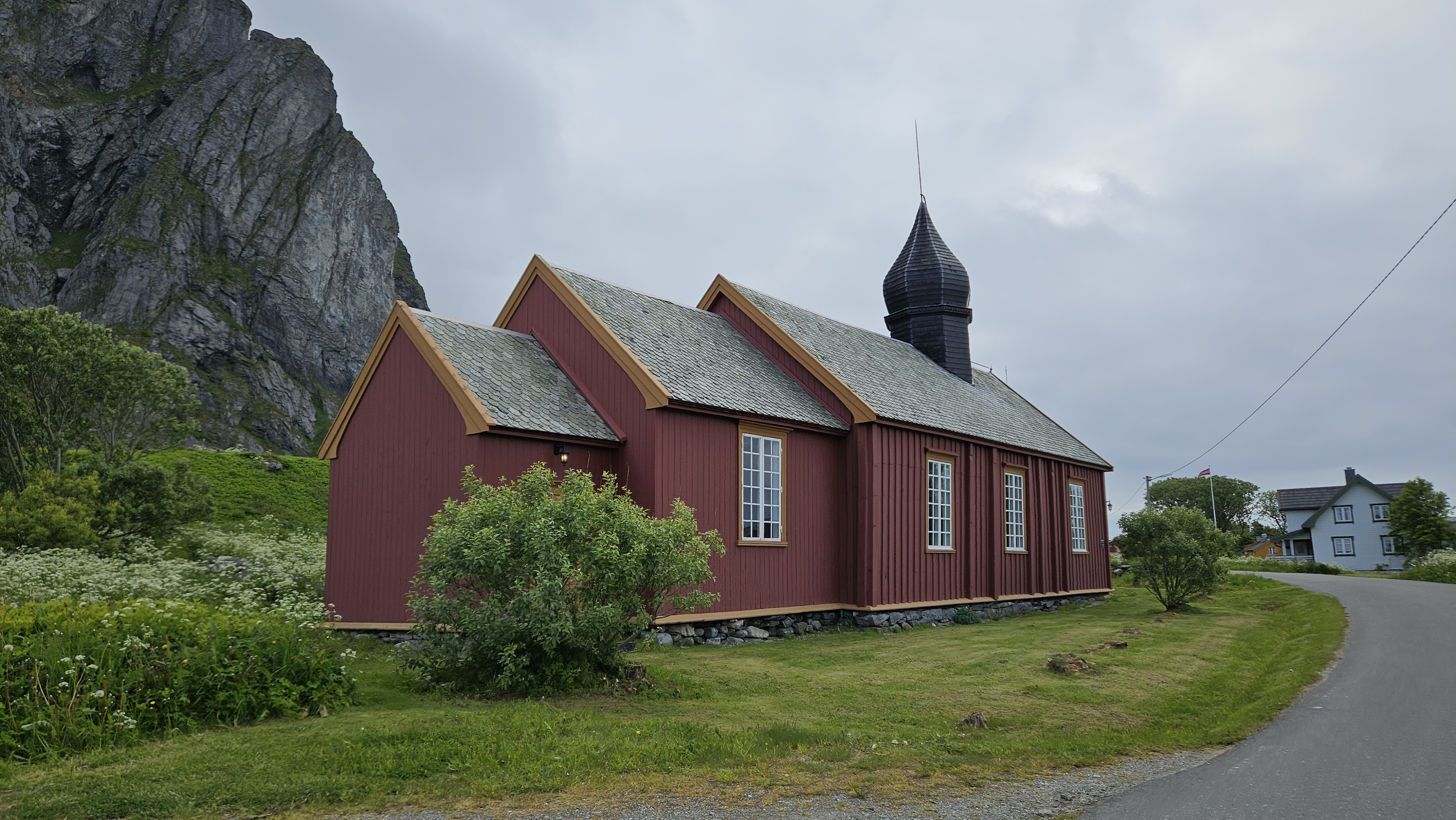
Die alte Kirche von Værøy

Die Kirche wurde um 1740 (andere Quellen sagen auch 1714) erbaut, jedoch nicht auf Værøy, sondern zunächst in Kabelvåg in der Gemeinde Vågan weiter nördlich auf einer der Hauptinseln der Lofoten. Sie ist damit die älteste bis heute existierende Kirche der Lofoten. 1799 wurde die Kirche in Kabelvåg abgebaut, nach Værøy gebracht und dort wieder aufgebaut. In den Jahren 1897 – 1901 wurde die Kirche renoviert und erweitert, erhielt damals weitgehend das heutige Aussehen, wurde jedoch mit einem weißen Anstrich versehen. Erst seit 1974 hat die Kirche wieder ihre ursprüngliche rote Farbe. Bis 1939 war diese Kirche die einzige auf Værøy. In der ersten Hälfte des 20. Jahrhunderts sollte dann eine neue Kirche errichtet werden. Nach ersten Plänen sollte diese neue Kirche wieder in Nordland im Norden der Insel ihren Platz finden und die dortige alte Kirche ersetzen. Als die Umsetzung konkreter wurde, entschied man sich jedoch für den Bau in Sørland, welches sich gemessen an der Bevölkerungszahl zusehends zum Zentrum der Insel entwickelte. Die neue, vom Architekten Harald Sund entworfene Kirche, wurde per königlichem Erlass vom 4. Juni 1937 genehmigt und die Grundsteinlegung erfolgte am 19. September desselben Jahres. Fertiggestellt war die neue Kirche 1939 und wurde am 11. Juni jenes Jahres geweiht. Die alte Kirche in Nordland blieb erhalten und wird noch gelegentlich genutzt, Hauptkirche Værøys ist seither jedoch der Neubau in Sørland.

## Klima
Das Wetter auf Værøy ist äußerst wechselhaft, Sonne und Regen, Wind und Nebel können sehr schnell aufeinander folgen. Das Winterklima ist aufgrund des Golfstroms mild. Dies ergibt ein geeignetes Klima für die Produktion von Stockfisch.

## Wappen
Beschreibung: „In Blau ein rotbewehrter silberner Papageitaucher“.

## Verkehr

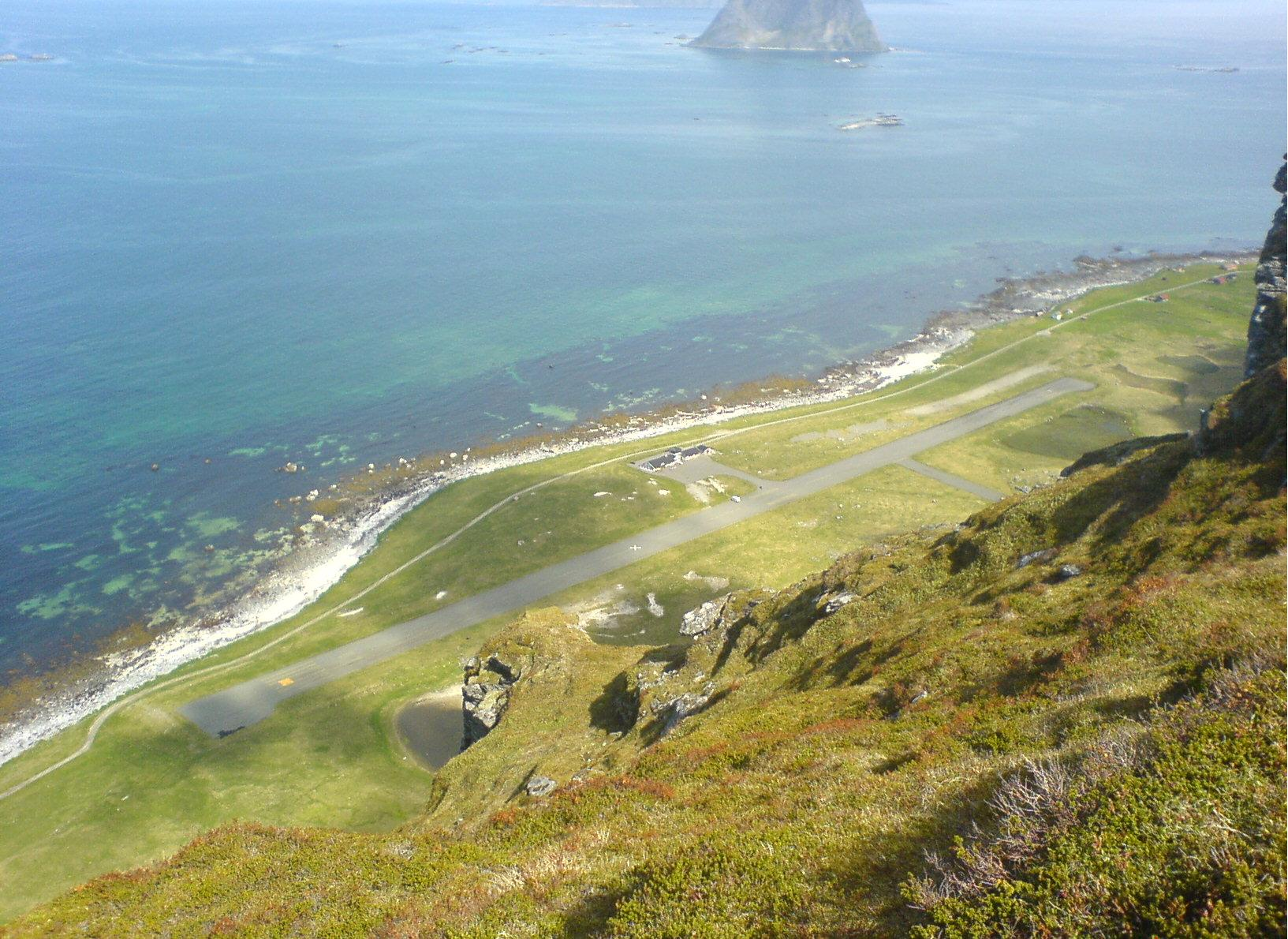
Ehemaliger Flughafen

Es bestehen Fährverbindungen zum Festland nach Bodø sowie zu den Lofotenorten Røst und Moskenes bei Sørvågen. Während der Sommermonate Mai bis August wird Værøy teils mehrmals täglich von den Fähren angelaufen, im Winterfahrplan dagegen nur mehrmals pro Woche, aber nicht täglich.
Es gibt eine tägliche Hubschrauberverbindung nach Bodø, der ehemalige Flughafen hingegen wurde aufgrund geringer Auslastung und ungünstiger Witterungsbedingungen aufgegeben; zuvor hatte es mehrere, teilweise auch tödliche Abstürze nach Starts oder Landungen von dem Flughafen gegeben. Im ehemaligen Towergebäude hatte darauf eine kleine handwerkliche Pralinenherstellung ihren Sitz. Jene wurde jedoch nach einem Brand vor wenigen Jahren geschlossen.

## Tourismus
Durch die sinkende Rentabilität des Fischfangs hat der Tourismus an Bedeutung für die Einwohner gewonnen. Zu den wichtigsten Touristenattraktionen zählen die alten Adlerfangstellen und Gammelkirken, die älteste Kirche der Lofoten.
Auf der Start- und Landebahn des alten Flughafens ist heute ein Parkplatz bzw. Campingplatz für Wohnmobile eingerichtet.

## Trivia
Im Kinderbuch Latte Igel reist zu den Lofoten von Sebastian Lybeck (1969) ist Værøy der Sitz des räuberischen Adlers Groff, zu dem die drei Helden der Geschichte reisen müssen, um die Elfe Kirivi aus der Gefangenschaft des Adlers zu befreien.

## Bilder

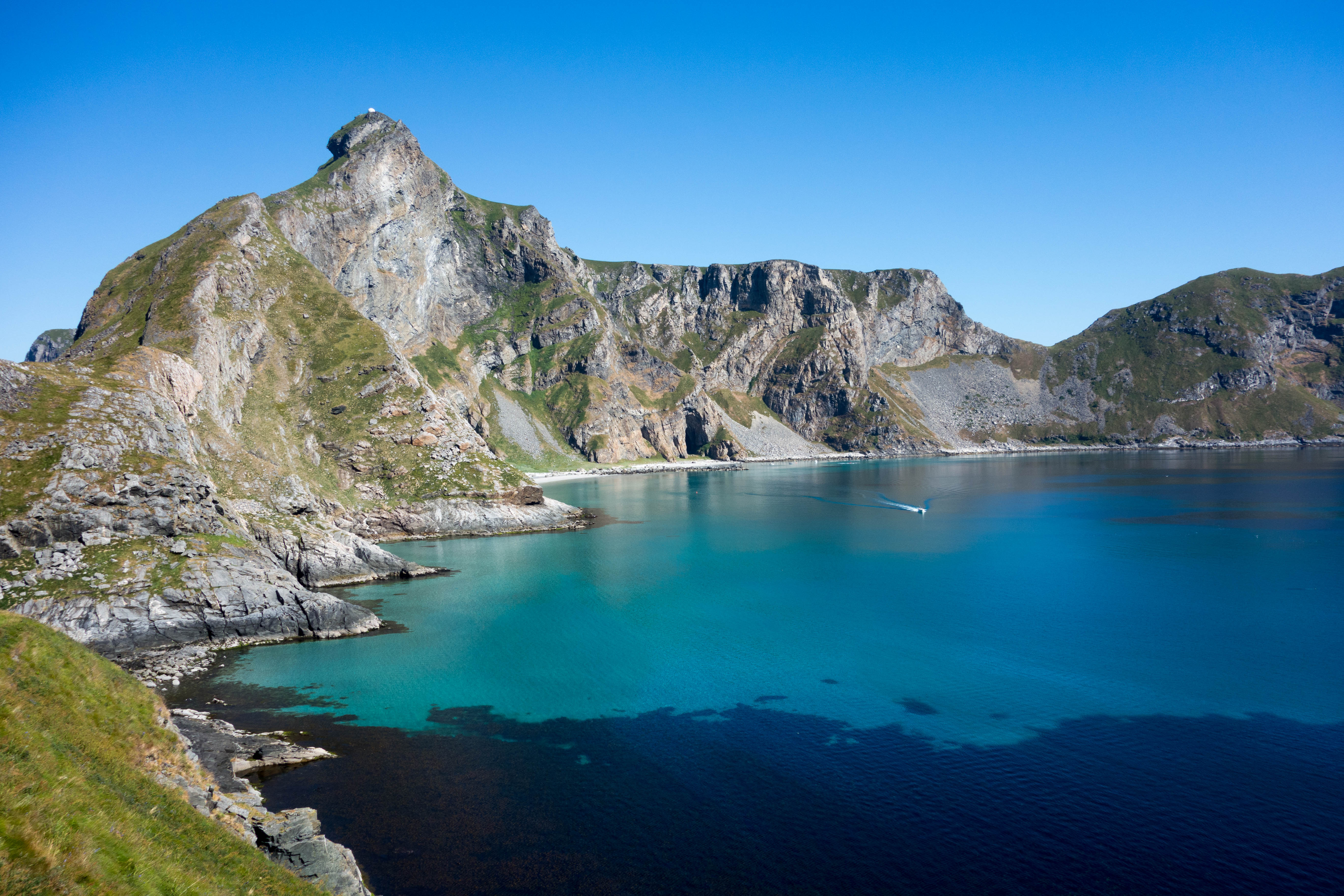
Die Bucht Måstadvika
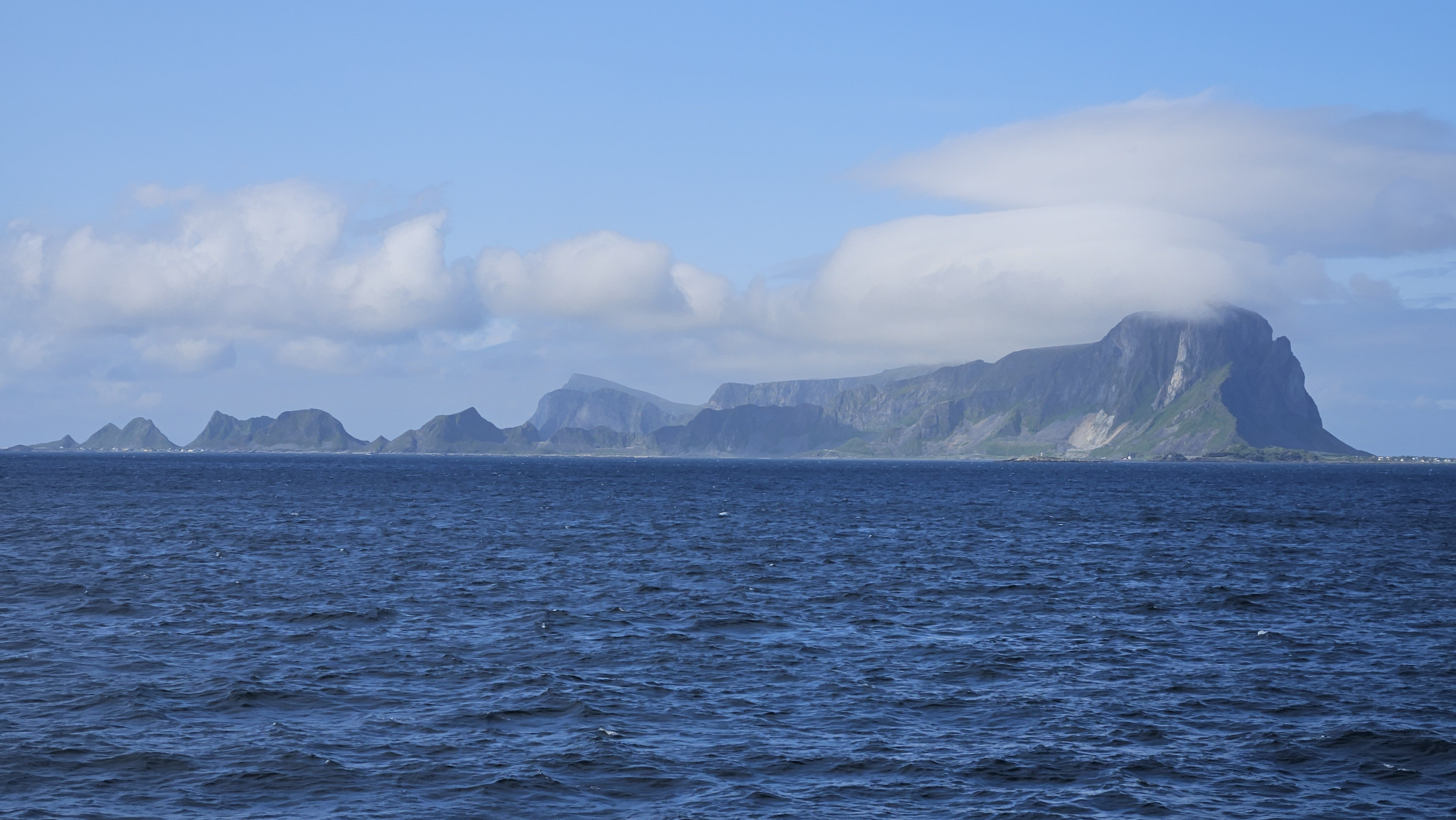
Blick auf Værøy aus Nordosten
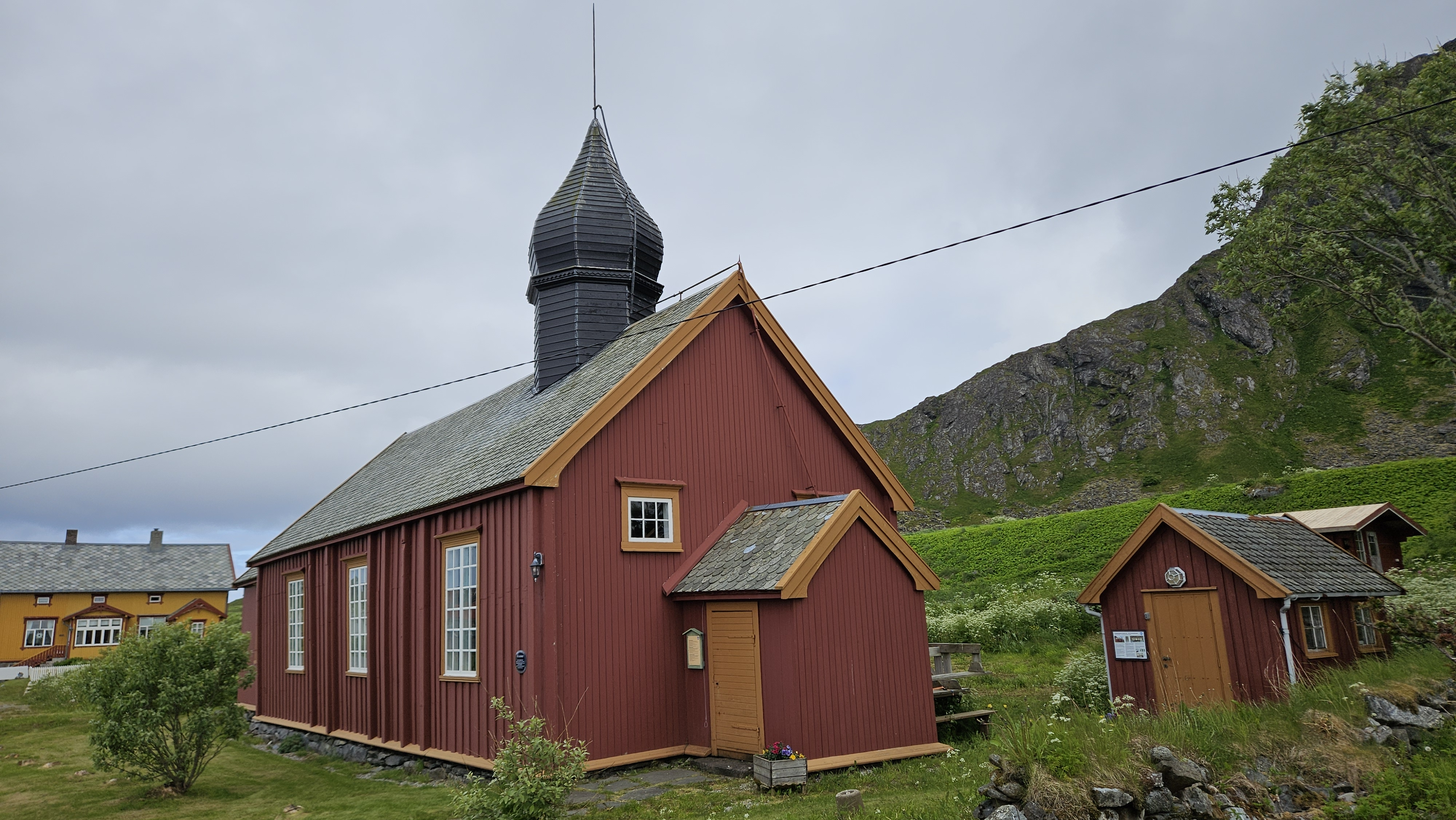
Die alte Kirche von Værøy
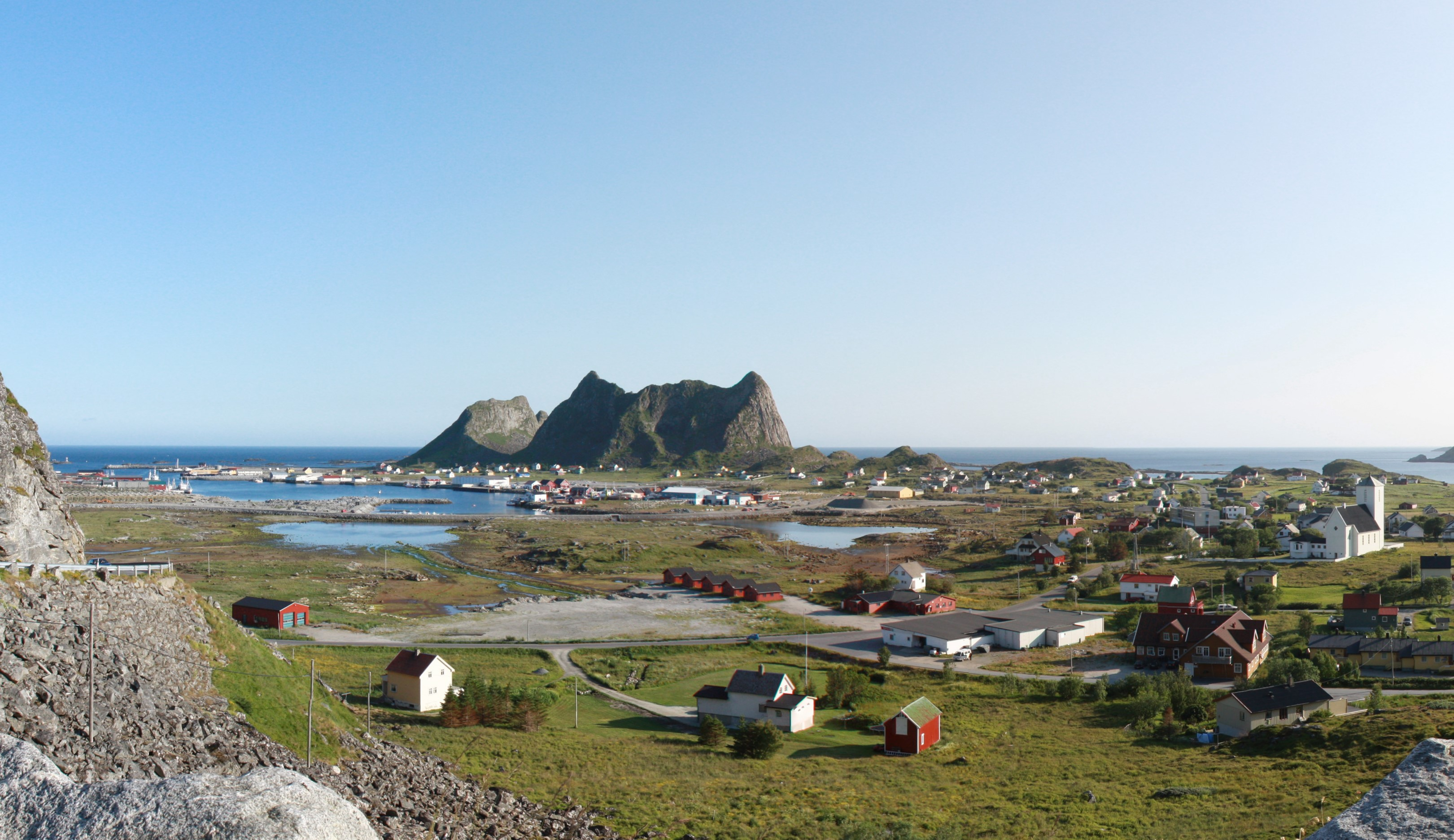
Der Hauptort Sørland